# Ommatissus bourgoini
Ommatissus bourgoini är en insektsart som beskrevs av Asche 1994. Ommatissus bourgoini ingår i släktet Ommatissus och familjen Tropiduchidae. Inga underarter finns listade i Catalogue of Life.